# مخرجات مؤتمر الحوار الوطني اليمني
وثيقة الحوار الوطني الشامل هي الوثيقة النهائية لمؤتمر الحوار الوطني الشامل الذي عقد في اليمن في العاصمة صنعاء بين كافة مكونات المجتمع اليمني السياسية الحزبية والمستقلة والذي استمر من 18 مارس 2013م واختتم أعماله في 25 يناير 2014م.

## افتتاحية رئيس الجمهورية اليمنية
«إنه لمن دواعي اعتزازي الكبير أن أتشرف بكتابة التقديم الخاص بالوثيقة الأهم في تاريخنا اليمني المعاصر، وهي الوثيقة النهائية لمؤتمر الحوار الوطني الشامل الذي استمر من 18 مارس 2013م واختتم أعماله في 25 يناير 2014م. هذا المؤتمر الأول من نوعه في تاريخ اليمن سواء من حيث أسبابه وفي مقدمتها الثورة الشبابية الشعبية السلمية أو من حيث آلية الإعداد والتحضير له، أو من حيث آلية تشكيله والتمثيل فيه، أو من حيث أسلوب إدارته وتوزيع فرق العمل فيه، أو من حيث نوعية القضايا التي بحثها وناقشها ووضع الحلول لها، أو من حيث الرؤية المتفردة التي خرج بها الكفيلة بقطع الطريق أمام عودة الاستبداد أو حكم الفرد والقبيلة والعائلة ووضع لبنة حقيقية لبناء دولة المؤسسات، دولة النظام والقانون، دولة العدل والمساواة، دولة الحريات المسؤولة.
إن الوثيقة التي بين أيدينا تمثل خلاصات آمال وطموحات شعبنا اليمني العظيم منذ فجر نضاله من أجل الحرية والحياة الكريمة والخلاص من الاستبداد
والاستعمار.. اثنان وخمسون عاماً منذ قيام الثورة اليمنية في 26 سبتمبر 1962 م و 14 أكتوبر 1963 م وشعبنا يعاني من دوامة صعبة وصراعات لاتنتهي لكنه لم يستسلم وظل يبتدع أساليب نضال فريدة تعكس جوهره الأصيل وعمقه الحضاري التليد بغرض تحقيق الأهداف التي فجر من أجلها رواد نضاله ثوراتهم
المتتالية، وهاهي هذه الأهداف تتجسد اليوم بشكل غير مسبوق بين دفتي هذه الوثيقة التي يحمل خلاصة تلك الآمال والطموحات الكفيلة بنقل اليمن إلى آفاق
الحداثة وروح العصر متمسكاً بشريعته وقيمه الإسلامية وأخلاقه الأصيلة التي بدونها يفقد روحه ويخسر نفسه، فالشعوب العظيمة هي التي تبني نهضتها دون أن تتخلى عن معدنها الأصيل وشخصيتها وقيمها.
إن هذه الوثيقة لن ترى النور ولن تتجسد واقعاً جديداً في حياتنا نحن اليمانيين إلا إذا واصلنا العمل الجاد لتنفيذها وتطبيق رؤاها وتصوراتها رجالاً ونساءً، شيوخاً وشباباً على السواء بروح واحدة لاتفرقنا الخلافات الصغيرة أو العصبيات الضيقة أو مخلفات الماضي وأمراضه.. نستلهم دروس وعبر نضالنا ونستحضر على الدوام مصالح أبنائنا وأحفادنا في وطن عزيز يظلهم تحت راية الأمن والعدل والحرية والمساواة والحياة الكريمة.. بهذه الروح فقط سنبني اليمن الجديد.. اليمن الذي ضحى آلافُ الشباب من أبنائنا حتى يروه حقيقة واقعة بعد أن كان حلماً يراودهم ويراودنا جميعاً، لكنهم كانوا يرونه قريباً فكان ماأرادوا وبعد أن استكملنا الرؤية الموجودة بين دفتي هذه الوثيقة التاريخية الخالدة سننتقل جميعاً إلى العمل
على تنفيذها دون تردد أو خوف أو تكاسل.
فلكل من أسهم في إنجازها من أعضاء وعضوات مؤتمر الحوار الوطني كل الشكر والتقدير لأنهم كانوا على مستوى ثقة شعبهم بهم ولم يخيبوا ظنه مطلقاً، فقد
أدوا الأمانة كما يجب، لذلك نوجه لهم تحية الحب والامتنان والاحترام.
وفقنا الله جميعاً لما فيه خير شعبنا ووطننا وسدد خطانا فهو الهادي إلى سواء السبيل». عبد ربه منصور هادي - رئيس الجمهورية رئيس مؤتمر الحوار الوطني الشامل.

## المحتويات
وثيقة مؤتمر الحوار الوطني الشامل نسخة محفوظة 13 نوفمبر 2019 على موقع واي باك مشين.
المحتويات
- الباب الأول: المقدمة
- الباب الثاني: مخرجات مؤتمر الحوار الوطني الشامل
  - الفصل الأول: تقارير فرق العمل
  - الفصل الثاني: بيانات مؤتمر الحوار الوطني الشامل
  - الفصل الثالث: معايير لجنة صياغة الدستور
  - الفصل الرابع: ضمانات مخرجات مؤتمر الحوار الوطني الشامل
- الباب الثالث: البيان الختامي
- الباب الرابع: الملاحق